# قبة أجري
قبة أجري (بالفارسية: گنبد آجری) هي قبة تاريخية تعود إلى الدولة الإلخانية، وتقع في مقاطعة نيسابور.